# Merzenich (Zülpich)

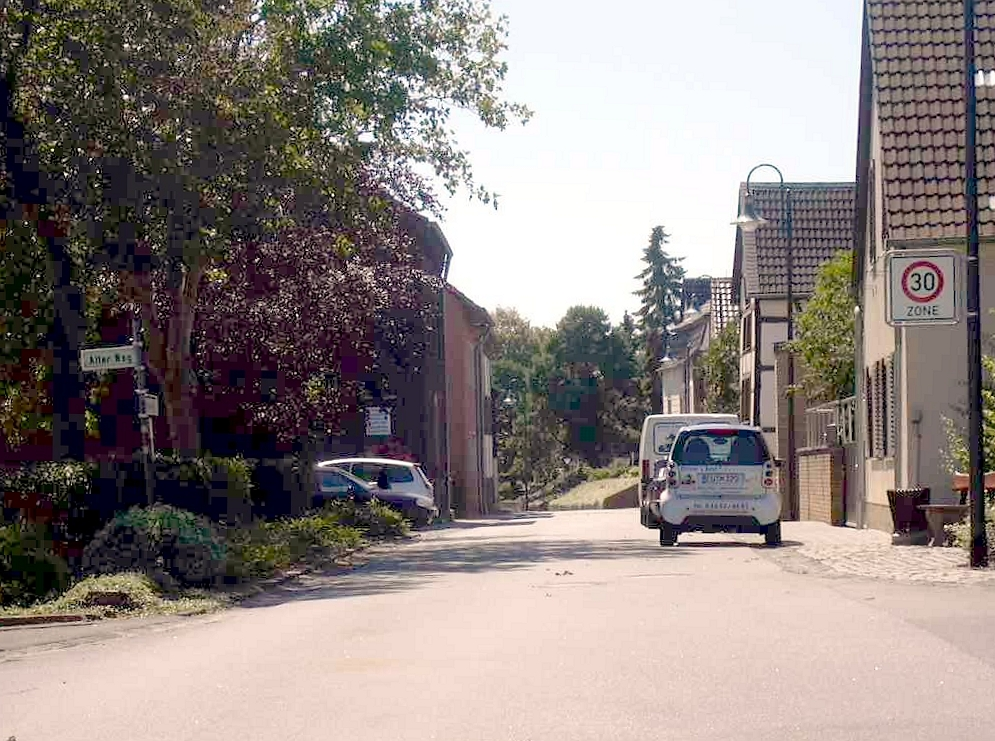
Ortszentrum

Merzenich ist ein Stadtteil von Zülpich im Kreis Euskirchen, Nordrhein-Westfalen. 

## Lage
Merzenich liegt etwa 2,4 km südlich der Stadt in der Zülpicher Börde am Rande der Voreifel. Der Ort Zülpich liegt an der Weggabelung der Heerstraße Köln – Zülpich – Trier – Reims.

## Geschichte
Merzenich stammt aus römischer Zeit. Früher hieß der Ort Martiniacum. Im Laufe der Zeit wurde daraus Merzenich. 1140 wird das Dorf erstmals urkundlich erwähnt, da ein Ortsadliger Brunste von Mercinich Zahlungsverpflichtungen gegenüber der Kirche in Zülpich hatte. Früher gab es eine Burg in Merzenich. Die letzten Besitzer der Burg waren die edlen Herren von Schaesberg. Bereits 1723 taucht die Burg aber in der Beschreibung der Adelssitze (Codex Welser) nicht mehr auf.
Am 1. Juli 1969 wurde Merzenich nach Zülpich eingemeindet.

## Verkehr
Zülpich-Merzenich lag an der sogenannten Eifelstrecke der Euskirchener Kreisbahnen.
Der Ort liegt im Verbundraum des Verkehrsverbundes Rhein-Sieg (VRS). Die Buslinie 892 der Regionalverkehr Köln (RVK) wird als TaxiBusPlus im Bedarfsverkehr angeboten.
| Linie | Verlauf |
| ----- | --- |
| 892   | MiKE / AST-Verkehr: Mülheim – Wichterich – Niederelvenich – Oberelvenich – Rövenich – Zülpich Bf – Zülpich Frankengraben – Hoven – Floren – Merzenich |

## Kirche

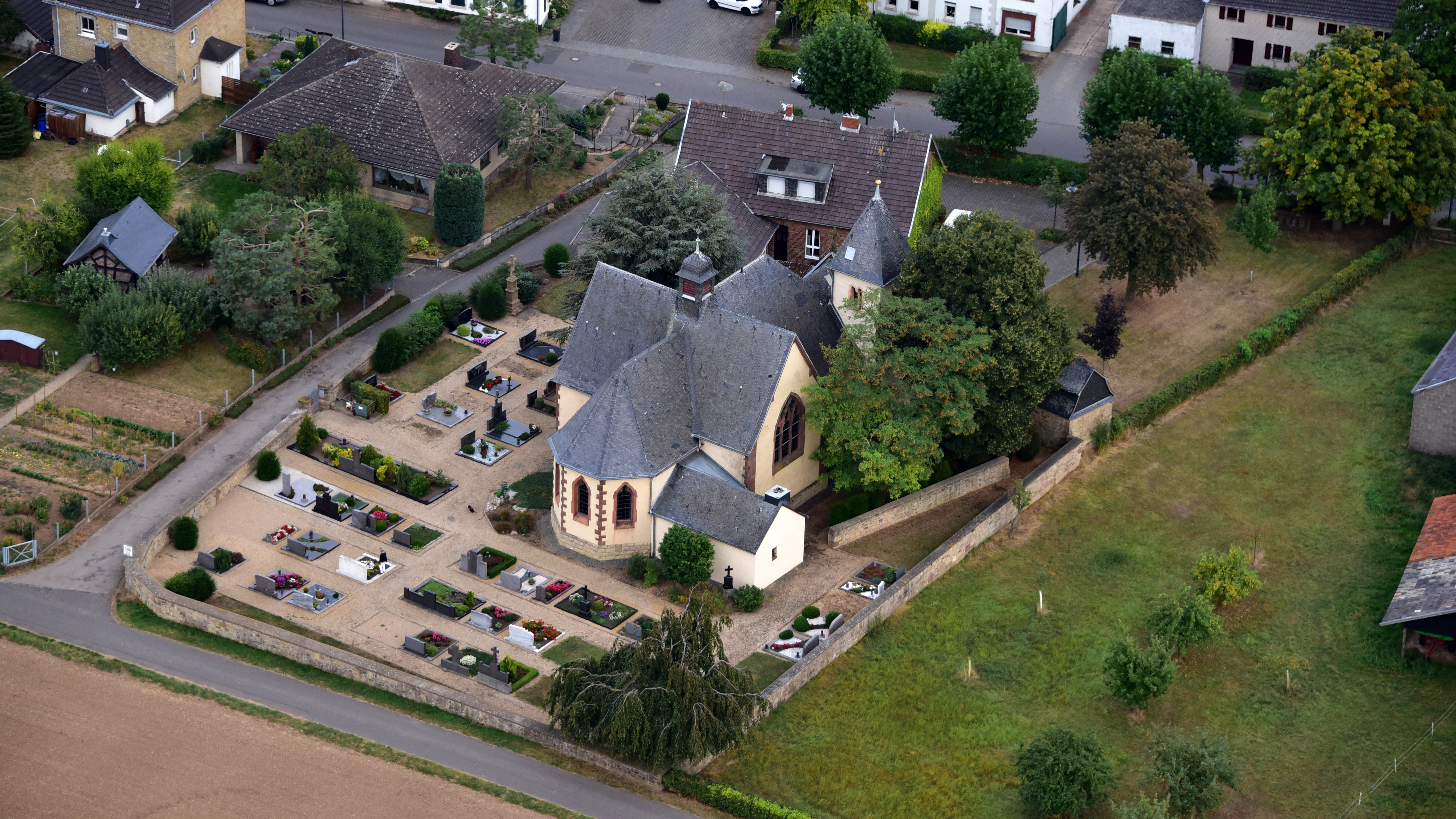
St. Severinus, Luftaufnahme (2016)

Die katholische Kirchengemeinde St. Severin gehörte immer zu Zülpich. Mit fünf anderen Pfarrgemeinden bildet sie heute eine Weggemeinschaft.